# Єва Марі
Наталі «Єва» Марі Коуле (англ. Natalie «Eva» Marie Coyle) — американська модель та реслерка, яка нині працює у WWE під псевдонімом Єва Марі. Учасниця шоу Total Divas.

## Раннє життя
Народилася в Беверлі-Хіллз, Каліфорнія, дитинство провела в Територія затоки Сан-Франциско, поруч з Лос-Анджелесом в містечку Конкорд. Її мати Джозі — мексиканка, а батько Баррі — італієць. Має трьох старших братів: Ніл, Нейт і Нік. Навчаючись в університеті штату Каліфорнія в Фуллертоні, грала за футбольну команду, поки не стала займатися модельним бізнесом і акторською діяльністю. Університет закінчила зі ступенем в менеджменті та управління кадрами.

## Кар'єра в реслінгу
У травні 2013 року WWE оголосили про співпрацю з телевізійною мережею E! і створення реаліті-шоу Total Divas, початок показу якого було заплановано на липень. У шоу передбачалося показувати закулісне знімання і персональне життя кількох реслерок WWE, серед яких були Єва Марі Коуле, Джо-Джо Офферман, Наталія, Близнючки Белла і The Funkadactyls (Кемерон і Наомі).
У WWE Коуле дебютувала 1 липня 2013 на щотижневому шоу RAW в закулісному сегменті. 4 липня було оголошено, що вона стане протеже Наталії, і вона супроводжувала Наталю під час її виходу на ринг. 22 липня на Raw Коуле разом з іншими учасницями Total Divas з'явилися на Міз-ТВ, де дала ляпаса Джеррі Лоулеру. Два тижні потому вона з'явилася в закулісному сегменті з близнючками Белла та Наталією, де стала хвалити Брі за перемогу над Наталією, ставши на сторону близнючок. На Summerslam Axxess відбувся дебют Коуле на рингу, де вона в команді з Брі програла Наталії та Марії Менуноус. Після цього вона стала виходити разом з Брі на всі її поєдинки. 26 серпня на шоу RAW Марі допомагала Брі Беллі в поєдинку проти Наталії, але в нього втрутилася Ей Джей, яка оголосила війну між справжніми дівами та Total Divas.
Перший бій Єви Марі, показаний по телебаченню, відбувся 7 жовтня на шоу RAW. Єва в команді з Джо Джо і Наталією здобула перемогу над Алісією Фокс, Аксаною та Розою Мендес. 4 листопада вона разом з близнючками Белла виявилася сильнішою від Ей Джей, Аксани і Таміни Снуки. У бою їй вдалося провести своє перше утримання в кар'єрі. На шоу Survivor Series Total Divas здобули перемогу над справжніми дівами в традиційному командному матчі на вибування, а потім повторили свою перемогу в матчі-реванші.

## Інші медіа
Єва Марі Коуле з'являлася в рекламному ролику Фітнес фонтан. У жовтні вона була частиною Marino Fitness Campaign Booked і реклами Скетчерс. Вона була показана на SportsIllustrated.com як Прекрасна Леді дня в грудні 2012 року. З'явилася на кількох обкладинках журналів, включаючи Rukus, Import Tuner Magazine, і Glam Fit Magazine. Вона з'явилася у вересневому номері журналу Maxim у 2014 році і зайняла 83 місце в Maxim Hot 100.

## Особисте життя
Коуле позиціює себе як фанатка San Francisco Giants. Одружена з Джонатаном Койлом, якого показали в епізоді Total Divas.

## У реслінгу
Фінішери
- DDT
- Schoolgirl

Улюблені прийоми
- Cartwheel evasion
- Headlock takedown
- Sidewalk slam

Музичні теми
- «Top of the World» від CFO$
- «Out of My Mind» від CFO$

## Титули і досягнення
Fitness modeling
- Powertech Model & Fitness Competition (2012)[4]

Wrestling Observer Newsletter
- Найгірший матч року (2013) з Камерон, ДжоДжо, Наомі і Наталією vs. Ей Джей Лі, Аксана, Алісія Фокс, Кейтлін, Роза Мендес, Саммер Рей і Таміна Снука.